# Platycythara curta
Platycythara curta é uma espécie de gastrópode do gênero Platycythara, pertencente a família Mangeliidae.